# Oudrache (rivière)
L’Oudrache est une rivière dans le département français de Saône-et-Loire, en région Bourgogne-Franche-Comté. C'est un affluent de la rive droite de la Bourbince donc un sous-affluent de la Loire par l'Arroux.

## Géographie
D'une longueur de 48,3 km, l'Oudrache prend sa source dans la commune de Saint-Berain-sous-Sanvignes et il traverse les communes de 
Sanvignes-les-Mines, Dompierre-sous-Sanvignes, Perrecy-les-Forges, Oudry, Palinges, Saint-Vincent-Bragny et Saint-Léger-lès-Paray  et rejoint la Bourbince peu en aval de Paray-le-Monial dans la commune de  Vitry-en-Charollais après un cours de 48 km

### Organisme gestionnaire

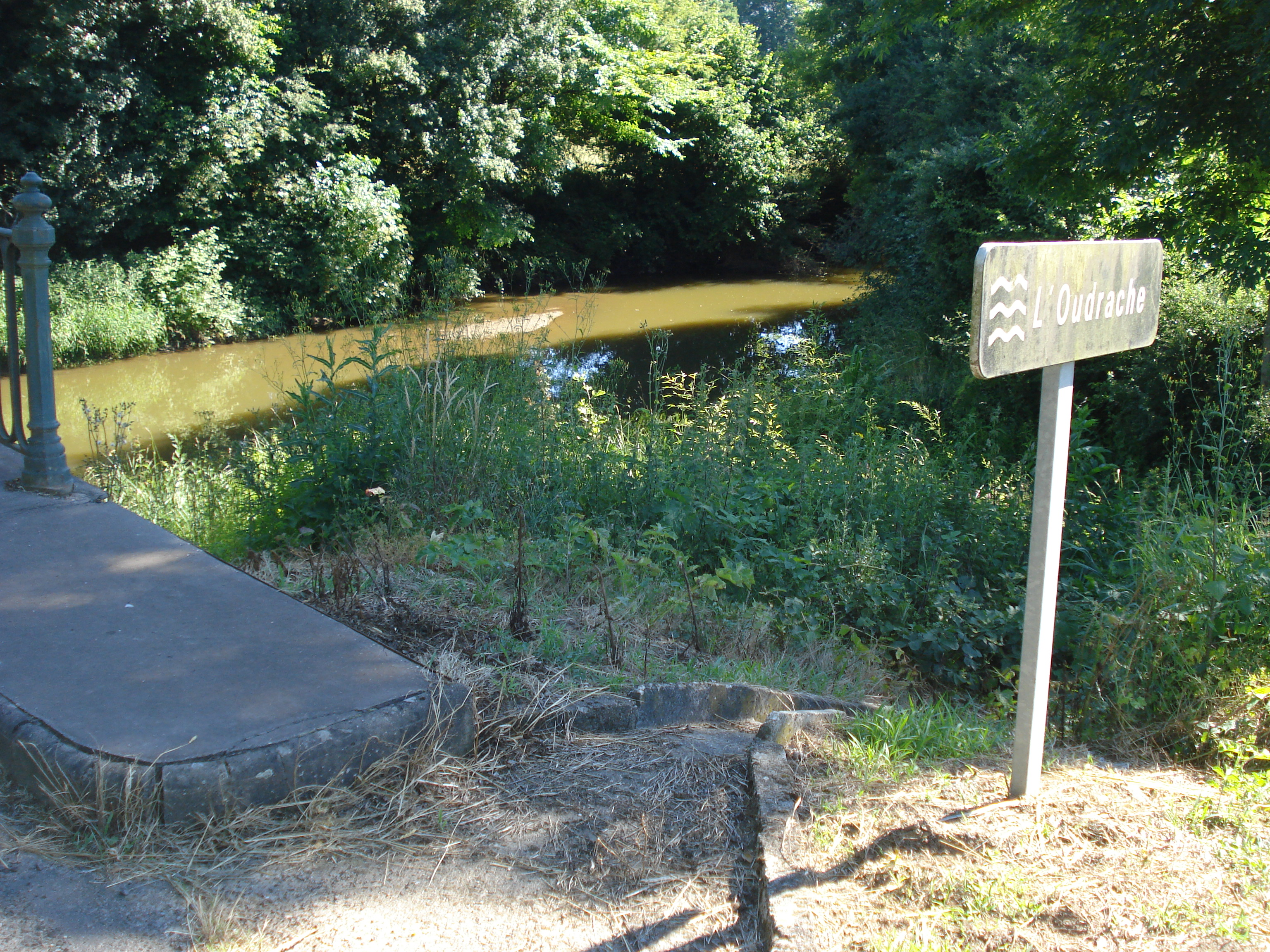
L'Oudrache à Saint-Léger-lès-Paray

L'entretien de l'Oudrache est géré par le SIEAB (Syndicat intercommunal d'étude et d'aménagement de la Bourbince, qui regroupe 23 communes) dans le cadre du Contrat restauration entretien (CRE) Bourbince Oudrache (2007-2011).

## Affluents
- L'Ordon